# Nada Meawad
Nada Meawad (12 de novembro de 1998) é uma jogadora de vôlei de praia egípcia.

## Carreira
Nos Jogos Olímpicos de Verão de 2016 ela representou  seu país ao lado de Doaa Elghobashy, caindo na fase de grupos.